# 亚曲虾蛄蛤
亚曲虾蛄蛤（学名：Borniopsis subsinuata）是帘蛤目的一种，之前曾經屬於猿头蛤科（Lasaeidae）Kellia屬及Squillaconcha屬，今屬小凱利蛤科（Kelliidae）的Borniopsis屬。
主要分布于韩国、中国大陆，常栖息在潮间带至潮下带。